# Армія Південного Сходу
«Армія Південного Сходу» — самоназва проросійських озброєних угруповань у війні на сході України, що у 2014 році діяли на території Луганської області. Символікою вказаних бандформувань є прапор Росії та георгіївська стрічка.
На початку 2015 року угруповання було переформовано у 2-й армійський корпус.

## Структура
Перелік деяких формувань:
| Назва бандформування                                      | Очолює | Чисельність бойовиків | Місце дислокації |
| --------------------------------------------------------- | --- | --------------------- | --- |
| Група «Югослава»                                          | Сергій С., 14.07.1973 р.н., житель Краснодонського району Луганської області. На початку 1990-х років проходив військову службу в Югославії. Є засновником однієї з місцевих громадських організацій.                                                 | понад 100 осіб        | Луганськ, будівлі УСБУ та ГУ МВС у Луганській області. |
| Група «Мозгового»                                         | Олексій Мозговий, 03.04.1975 р.н., житель Сватівського району Луганської області. | до 200 осіб           | спочатку база відпочинку «Ясени» у Свердловському районі Луганської області. На даний момент група розбита і передислокована в міста Лисичанськ, Сєвєродонецьк та Довжанськ. |
| Група «Гайдея» (підпорядкована голові групи «Мозгового»). | Олександр Гайдей, 03.05.1966 р.н., житель міста Довжанська Луганської області, колишній депутат міськради, на парламентських виборах 2012 року був кандидатом у народні депутати. Після 2014 року переїхав у Росію та отримав російське громадянство. | близько 50 осіб       | Довжанськ, вул. Глінки, 1А (будівля належить ТОВ ВКФ «Ремо»). |
| Група «Паші локатора»                                     | Павло Д., 22.11. 1976 р.н., житель міста Стаханов Луганської області. | близько 50 осіб       | Стаханов, колишня будівля територіального відділу УБОЗ ГУ УМВС, а також Сєвєродонецьк, в районі підприємства «Сєвєродонецький склопластик».                                  |
| Група «Лісовика»                                          | Олексій П., 31.01. 1975 р.н., уродженець міста Запоріжжя, житель міста Стаханов Луганської області. Колишній кадровий офіцер Збройних сил. Є засновником громадського об'єднання — так званої «козацької» організації.                                | понад 50 осіб         | Луганськ, будівля УСБУ в Луганській області. |
| Група «9 рота»                                            | Геннадій П., 16.11.1976 р.н. житель міста Луганськ. Член місцевого «козацтва». | більше 30 осіб        | м. Щастя Луганської області. Контролює один з найбільших блокпостів поблизу Луганська.                                                                                       |
| Група «Бема»                                              | Антон Б., 26.05.1972 р.н., житель міста Стаханов Луганської області. | понад 100 осіб        | Луганськ, будівля Луганської ОДА. |
| Група «Гончарова»                                         | Василь Гончаров, 1971 р.н., житель міста Красний Луч Луганської області. | понад 50 осіб         | територія збірного пункту обласного військкомату міста Луганська. (Тут же організований своєрідний «навчальний центр» терористів).                                           |
| Група «Пака»                                              | Сергій П., 01.03.1963 р.н., житель міста Сєверодонецьк Луганської області. | понад 20 осіб         | Сєверодонецьк, будівля адміністрації ринку «Радість». |

- Добровільний комуністичний загін

## Втрати
З відкритих джерел відомо про деякі втрати «Армії Південного Сходу»: 
| п/п | Ім'я, звання, посада                    | Місце смерті                     | Дата народження | Дата смерті |
| --- | --------------------------------------- | -------------------------------- | --------------- | ----------- |
| 1.  | Степанов Віталій Валерійович ("Висота") | Новосвітлівка, Луганська область | 16.02.1982      | 10.08.2014  |